# Simone Salvati
Simone Salvati (Bologna, 5 novembre 1973) è un ex snowboarder italiano di Cortina d'Ampezzo.

## Biografia
Entrato nel giro della nazionale italiana nel 2001, partecipa a due edizioni dei Giochi olimpici invernali e se in occasione dei XIX Giochi olimpici invernali di Salt Lake City 2002, non riesce a qualificarsi per lo slalom gigante parallelo, quattro anni dopo ai XX Giochi olimpici invernali di Torino 2006) giunge 24º nella stessa disciplina.
È presente ad un Campionato mondiale di snowboard (Kreischberg 2003) ed a molte prove di Coppa del Mondo e di Coppa Europa.
Simone ha sempre gareggiato nella specialità slalom gigante parallelo o slalom parallelo.

## Palmarès

### Coppa del Mondo di snowboard
- Miglior piazzamento in classifica generale: 127º nel 1998.
- Miglior piazzamento nella Coppa del Mondo di slalom gigante parallelo: 16° nel 2002.
- Miglior piazzamento nella Coppa del Mondo di slalom gigante: 18° nel 2002.
- Miglior piazzamento nella Coppa del Mondo di slalom: 19° nel 2003.
- 1 podio
  - 1 secondo posto

### Coppa Europa di snowboard
- Miglior piazzamento in classifica generale: 13º nel 2002.